# Johann Ledebur-Wicheln
Johann Ledebur-Wicheln, též hrabě Johann Ledebur nebo Johann von Ledebur-Wicheln (30. května 1842 Křemýž – 14. května 1903 Praha-Malá Strana) byl český a rakousko-uherský, respektive předlitavský šlechtic a politik, koncem 19. století ministr zemědělství Předlitavska ve vládě Kazimíra Badeniho.

## Biografie

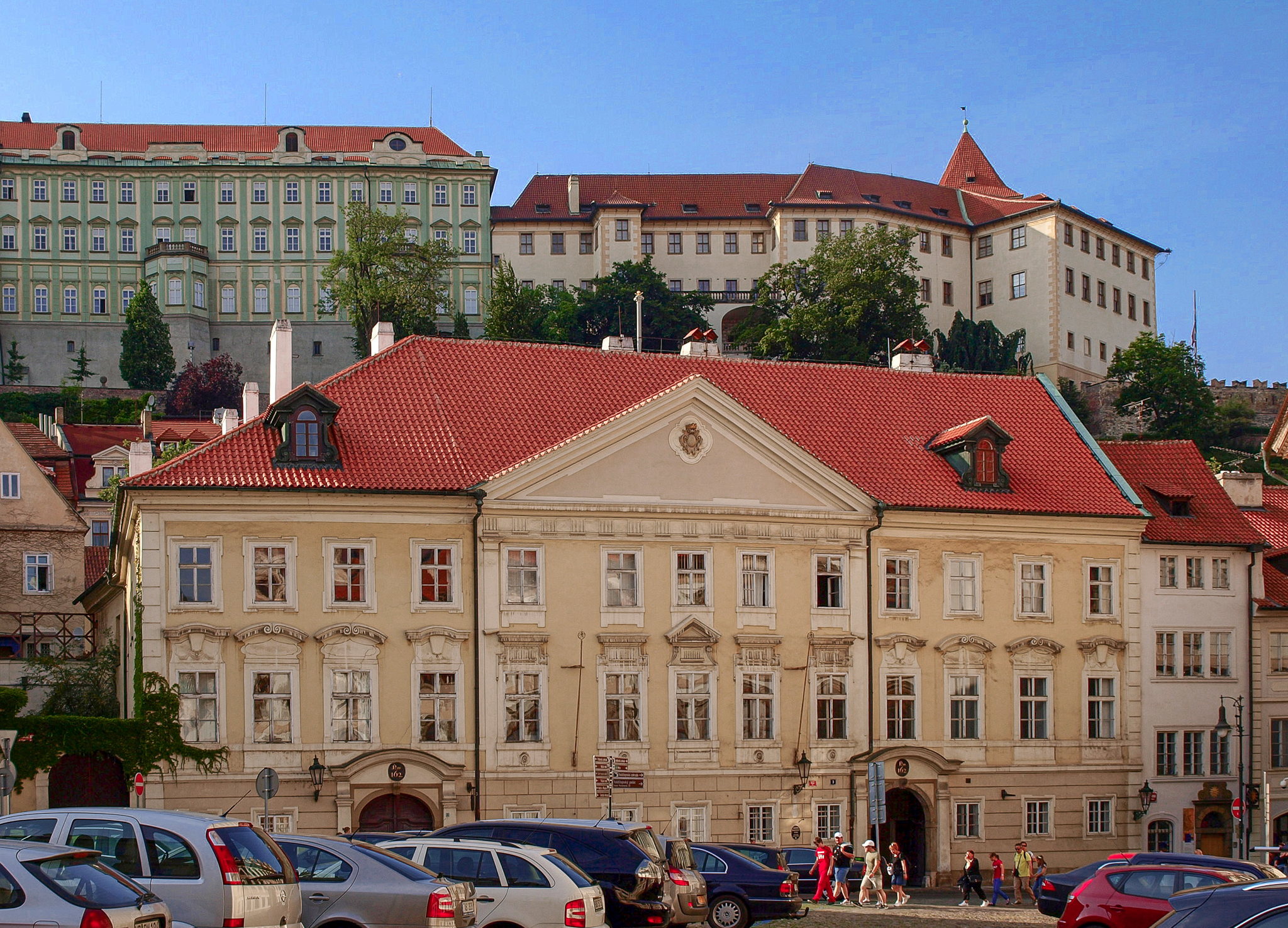
Ledebourský palác na Malé Straně v Praze

Pocházel ze starobylého šlechtického rodu Ledebour-Wicheln původem z Vestfálska. Studoval práva v Praze a pak absolvoval studijní cesty v Německu a Anglii, kde se začal zabývat zemědělskou problematikou. V letech 1883–1893 byl poslancem Českého zemského sněmu, kde zasedal ve velkostatkářské kurii. Zde se profiloval jako stoupenec českého státního práva a česko-rakouského národního vyrovnání. Podporoval politiku mladočechů. Podle dobového zdroje ovšem na sněmu setrval po kratší dobu. Již na schůzi v září 1892 byla oznámena jeho rezignace.
V roce 1889 se stal doživotním členem Panské sněmovny.
Vrchol jeho politické kariéry nastal za vlády Kazimíra Badeniho, v níž se stal ministrem zemědělství Předlitavska. Funkci zastával v období 30. září 1895 – 30. listopadu 1897. Snažil se navázat na agrární reformy plánované jeho předchůdcem Juliem von Falkenhaynem. Prosazoval zemědělské družstevnictví a rozvoj zemědělského odborného školství. Z jeho iniciativy došlo v lednu 1898 k založení prvního zemědělského velkoskladu v dolnorakouském městě Pöchlarn.
V roce 1898 se ještě vrátil na Český zemský sněm, když byl v doplňovacích volbách v lednu 1898 zvolen za velkostatkářskou kurii.
Zemřel v květnu 1903 ve věku šedesáti let. Je pohřben v rodné Křemýži.

## Rodina
Sňatkem se spříznil s významnou českou rodinou Černínů, v roce 1868 se oženil s hraběnkou Karolínou Černínovou (1848–1908), c. k. palácovou dámou a dámou Řádu hvězdového kříže, dcerou Jaromíra Černína. Z jejich manželství pocházelo pět dětí narozených v Praze a na černínském zámku v Petrohradě.
- 1. Johanna (18. 12. 1868 – 9. 4. 1940 Teplice)
  - ⚭ (1887) František Gabriel z Hartigu (15. 8. 1859 Vídeň – 21. 8. 1903 Mimoň), poslanec Říšské rady a Českého zemského sněmu, majitel panství Mimoň a Stráž pod Ralskem
- 2. Adolf Maria (2. 1. 1870 – 20. 2. 1949 Alkoven)
  - ⚭ (1896) hraběnka Marie Žofie Rességuier de Miremont (14. 7. 1872 Nisko – 28. 3. 1941 Vídeň)
- 3. Evžen (14. 11. 1873 – 12. 11. 1945 Terezín), senátor Národního shromáždění ČSR za Německou křesťansko sociální stranu lidovou 1920–1929, kritizoval československý stát a jeho národnostní politiku, v květnu 1945 byl internován do Terezína, kde i zemřel
  - ⚭ (1910) hraběnka Eleonora Larisch-Mönnich (8. 6. 1888 Solca – 3. 7. 1975 Kisslegg, Bádensko-Württembersko)
- 4. Karolína Marie (1. 7. 1875 – 4. 1. 1956 Balatongyörök)
  - ⚭ (1897) hrabě Viktor Széchenyi de Sárvár-Felsõvidék (10. 10. 1871 Prešpurk – 19. 4. 1945 Budapešť)
- 5. František (6. 9. 1877 – 24. 5. 1954 Wallerstein)
  - ⚭ (1909) princezna Marie Montenuovo (20. 10. 1881 Margarethen am Moos, Dolní Rakousy – 10. 8. 1954 Tegernsee)

## Majetek
Vlastnil několik velkostatků v Čechách (Křemýž, Kostomlaty pod Milešovkou, Milešov). Hlavním rodovým sídlem byl zámek Křemýž, do rodového majetku patřil také Ledebourský palác v Praze s proslulou barokní zahradou.